# Anacis varipes
Anacis varipes là một loài tò vò trong họ Ichneumonidae.